# Liga de Voleibol Argentina de 2023–24
A Liga de Voleibol Argentina de 2023–24, oficialmente LVA RUS de 2023–24 por questão de patrocínio, foi a 28.ª edição da primeira divisão do campeonato argentino de voleibol, competição esta organizada pela Associação de Clubes da Liga Argentina de Voleibol (ACLAV). O torneio teve início no dia 14 de outubro de 2023 e estendeu-se até 18 de abril de 2024 e contou com a participação de 11 equipes provenientes de 7 cidades argentinas.
Após o inédito título na edição de 2022–23, a equipe do Ciudad Vóley conquistou o bicampeonato ao derrotar nas finais o Policial Vóley por 3–0 na série "melhor de cinco".
O oposto argentino Jonás Ponzio foi eleito o melhor jogador do campeonato.

## Regulamento
O torneio foi divido na fase regular e na fase dos playoffs.
Fase regular
A fase regular da LVA RUS 2023–24 foi disputada no sistema "todos contra todos" entre todas as equipes participantes da competição, com cada clube jogando em um sistema de rodada dupla, com jogos em casa e fora, totalizando 20 partidas para cada equipe.
Fase dos playoffs
Após a fase regular, a tabela de classificação estabeleceu a seguinte classificação para a segunda fase da competição:
- As equipes classificadas entre o 1º e o 8º lugares disputaram os playoffs e mantiveram a permanência na edição de 2024–25;
- As equipes classificadas em 9º e 10º lugares terminaram a competição e mantiveram sua vaga para a edição de 2024–25;
- A equipe classificada em 11º foi rebaixada.

Esta fase foi disputada em sistema eliminatório, composta por quartas de final (melhor de três), semifinais (melhor de três) e final (melhor de cinco).

## Equipes participantes
A seguir a lista das equipes que se qualificaram para competir a LVA RUS de 2023–24.
| Equipe                 | Cidade               | Última participação | Temporada 2022–23          |
| ---------------------- | -------------------- | ------------------- | -------------------------- |
| Ciudad Vóley           | Buenos Aires         | 2022–23             | Campeão                    |
| Monteros Vóley Club    | Monteros             | 2022–23             | 3.º                        |
| Obras de San Juan      | San Juan             | 2022–23             | 10.º                       |
| River Plate            | Buenos Aires         | 2022–23             | 7.º                        |
| UPCN San Juan Vóley    | San Juan             | 2022–23             | Vice-campeão               |
| Defensores de Banfield | Lomas de Zamora      | 2022–23             | 6.º                        |
| Policial Vóley         | Formosa              | 2022–23             | 4.º                        |
| San Lorenzo            | Buenos Aires         | 2022–23             | 9.º                        |
| Once Unidos            | Mar del Plata        | 2022–23             | 8.º                        |
| Tucumán de Gimnasia    | São Miguel de Tucumã | Estreante           | Vice-campeão da Liga A2    |
| Boca Juniors           | Buenos Aires         | 2014–15             | Sétimo colocado na Liga A2 |

## Critérios de classificação no grupo
1. Número de vitórias;
2. Razão de sets;
3. Razão de pontos;
4. Resultado da última partida entre os times empatados;
5. Razão de sets entre os times empatados;
6. Razão de pontos entre os times empatados;
7. Sorteio.

- Placar de 3–0 ou 3–1: 3 pontos para o vencedor, nenhum para o perdedor;
- Placar de 3–2: 2 pontos para o vencedor, 1 para o perdedor.[4]

## Fase regular

### Classificação
|  | Classificado os playoffs |
|  | Rebaixado para a Liga A2 |

|     |                        |     | Jogos | Jogos | Jogos | Resultados | Resultados | Resultados | Resultados | Resultados | Resultados | Sets | Sets | Sets  | Pontos | Pontos | Pontos |
| Pos | Equipe                 | Pts | T     | V     | D     | 3–0        | 3–1        | 3–2        | 2–3        | 1–3        | 0–3        | V    | P    | R     | V      | P      | R      |
| --- | ---------------------- | --- | ----- | ----- | ----- | ---------- | ---------- | ---------- | ---------- | ---------- | ---------- | ---- | ---- | ----- | ------ | ------ | ------ |
| 1   | Ciudad Vóley           | 53  | 20    | 18    | 2     | 12         | 4          | 2          | 1          | 1          | 0          | 57   | 14   | 4.071 | 1732   | 1435   | 1.207  |
| 2   | UPCN Vóley Club        | 49  | 20    | 17    | 3     | 9          | 4          | 4          | 2          | 1          | 0          | 56   | 21   | 2.667 | 1799   | 1491   | 1.207  |
| 3   | Policial Vóley         | 45  | 20    | 15    | 5     | 7          | 5          | 3          | 3          | 0          | 2          | 51   | 26   | 1.962 | 1764   | 1633   | 1.080  |
| 4   | Monteros Vóley Club    | 36  | 20    | 12    | 8     | 7          | 3          | 2          | 2          | 1          | 5          | 41   | 31   | 1.323 | 1601   | 1590   | 1.007  |
| 5   | River Plate            | 28  | 20    | 9     | 11    | 5          | 2          | 2          | 3          | 4          | 4          | 37   | 39   | 0.949 | 1678   | 1675   | 1.002  |
| 6   | Defensores de Banfield | 28  | 20    | 9     | 11    | 4          | 3          | 2          | 3          | 2          | 6          | 35   | 40   | 0.875 | 1644   | 1700   | 0.967  |
| 7   | San Lorenzo            | 24  | 20    | 8     | 12    | 6          | 0          | 2          | 2          | 1          | 9          | 29   | 40   | 0.725 | 1460   | 1544   | 0.946  |
| 8   | Boca Juniors           | 22  | 20    | 7     | 13    | 1          | 3          | 3          | 4          | 3          | 6          | 32   | 48   | 0.667 | 1706   | 1823   | 0.936  |
| 9   | Once Unidos            | 18  | 20    | 6     | 14    | 1          | 3          | 2          | 2          | 6          | 6          | 28   | 49   | 0.571 | 1661   | 1805   | 0.920  |
| 10  | Tucumán de Gimnasia    | 17  | 20    | 5     | 15    | 3          | 2          | 0          | 2          | 8          | 5          | 27   | 47   | 0.574 | 1605   | 1726   | 0.930  |
| 11  | Obras de San Juan      | 10  | 20    | 4     | 16    | 0          | 1          | 3          | 1          | 3          | 12         | 17   | 55   | 0.309 | 1481   | 1709   | 0.867  |

### Resultados
| Mandante \ Visitante   | AMP     | CBJ     | COU | CRP     | CSL     | CIU     | OSJ     | CDB     | CTG     | MVC     | UPC     |
| ---------------------- | ------- | ------- | --- | ------- | ------- | ------- | ------- | ------- | ------- | ------- | ------- |
| Policial Vóley         | —       | 2–3/3–1 |     | 3–1/3–0 | 3–0     | 0–3     | 3–0/3–0 | 3–1     |         | 3–0/3–0 | 2–3     |
| Boca Juniors           |         | —       | 3–1 | 3–2     |         | 0–3     | 3–0     | 3–2     | 3–1     | 1–3     | 0–3     |
| Once Unidos            | 1–3/2–3 | 1–3     | —   | 3–1     | 0–3     | 0–3     | 1–3     | 1–3     | 3–0     | 0–3     | 0–3     |
| River Plate            |         | 3–2     | 3–0 | —       | 3–0     | 0–3     | 3–1/3–0 | 0–3     | 3–1     | 2–3     | 0–3/2–3 |
| San Lorenzo            | 3–2     | 3–0/3–0 | 2–3 | 0–3     | —       | 0–3/0–3 | 3–0     | 1–3     | 0–3     |         | 0–3     |
| Ciudad Vóley           | 3–0     | 3–1     | 1–3 | 3–1     |         | —       | 2–3     | 3–0/3–0 | 3–1     | 3–0/3–2 | 3–1     |
| Obras de San Juan      |         | 3–2     | 3–2 |         | 0–3     | 0–3     | —       | 0–3     | 1–3     | 0–3     | 1–3     |
| Defensores de Banfield | 0–3     | 3–2     | 3–0 | 2–3     | 2–3     |         | 3–0     | —       | 3–2     | 1–3     | 0–3/0–3 |
| Tucumán de Gimnasia    | 1–3/2–3 | 3–0     | 1–3 | 3–1     | 0–3     | 0–3     | 3–0     | 1–3     | —       | 1–3     |         |
| Monteros Vóley Club    |         | 3–2     | 2–3 | 0–3     | 3–0/3–0 |         | 3–0     | 3–0     | 3–0     | —       | 1–3     |
| UPCN San Juan Vóley    | 2–3     | 3–0     | 3–1 |         | 3–2     | 2–3     | 3–2     |         | 3–1/3–0 | 3–0     | —       |

## Playoffs
|  | Quartas de final       | Quartas de final       | Quartas de final       | Quartas de final | Quartas de final | Quartas de final         |                 |                 | Semifinais | Semifinais | Semifinais | Semifinais | Semifinais | Semifinais |  |  | Final | Final | Final | Final | Final | Final |
|  |                        |                        |                        |                  |                  |                          |                 |                 |            |            |            |            |            |            |  |  |       |       |       |       |       |       |
|  | 7–9 de março           |                        |                        |                  |                  |                          |                 |                 |            |            |            |            |            |            |  |  |       |       |       |       |       |       |
|  |                        |                        |                        |                  |                  |                          |                 |                 |            |            |            |            |            |            |  |  |       |       |       |       |       |       |
|  | Ciudad Vóley           | Ciudad Vóley           | Ciudad Vóley           | 3                | 3                |                          |                 |                 |            |            |            |            |            |            |  |  |       |       |       |       |       |       |
|  | Ciudad Vóley           | Ciudad Vóley           | Ciudad Vóley           | 3                | 3                | 24 de março – 1 de abril |                 |                 |            |            |            |            |            |            |  |  |       |       |       |       |       |       |
|  | Boca Juniors           | Boca Juniors           | Boca Juniors           | 0                | 0                |                          |                 |                 |            |            |            |            |            |            |  |  |       |       |       |       |       |       |
|  | Boca Juniors           | Boca Juniors           | Boca Juniors           | 0                | 0                | Ciudad Vóley             | Ciudad Vóley    | Ciudad Vóley    | 2          | 3          | 3          |            |            |            |  |  |       |       |       |       |       |       |
|  | 8–10 de março          |                        |                        |                  |                  | Ciudad Vóley             | Ciudad Vóley    | Ciudad Vóley    | 2          | 3          | 3          |            |            |            |  |  |       |       |       |       |       |       |
|  |                        | River Plate            | River Plate            | River Plate      | 3                | 0                        | 0               |                 |            |            |            |            |            |            |  |  |       |       |       |       |       |       |
|  | Monteros Vóley Club    | Monteros Vóley Club    | Monteros Vóley Club    | River Plate      | 3                | 0                        | 0               | 0               | 1          |            |            |            |            |            |  |  |       |       |       |       |       |       |
|  | Monteros Vóley Club    | Monteros Vóley Club    | Monteros Vóley Club    |                  |                  |                          | 10–18 de abril  | 0               | 1          |            |            |            |            |            |  |  |       |       |       |       |       |       |
|  | River Plate            | River Plate            | River Plate            | 3                | 3                |                          |                 |                 |            |            |            |            |            |            |  |  |       |       |       |       |       |       |
|  | River Plate            | River Plate            | River Plate            | 3                | 3                | Ciudad Vóley             | 3               | 3               | 3          |            |            |            |            |            |  |  |       |       |       |       |       |       |
|  | 7–9 de março           |                        |                        |                  |                  | Ciudad Vóley             | 3               | 3               | 3          |            |            |            |            |            |  |  |       |       |       |       |       |       |
|  |                        | Policial Vóley         | 0                      | 0                | 1                |                          |                 |                 |            |            |            |            |            |            |  |  |       |       |       |       |       |       |
|  | UPCN Vóley Club        | UPCN Vóley Club        | UPCN Vóley Club        | 0                | 1                | 3                        | 3               |                 |            |            |            |            |            |            |  |  |       |       |       |       |       |       |
|  | UPCN Vóley Club        | UPCN Vóley Club        | UPCN Vóley Club        | 21–29 de março   |                  | 3                        | 3               |                 |            |            |            |            |            |            |  |  |       |       |       |       |       |       |
|  | San Lorenzo            | San Lorenzo            | San Lorenzo            | 2                | 0                |                          |                 |                 |            |            |            |            |            |            |  |  |       |       |       |       |       |       |
|  | San Lorenzo            | San Lorenzo            | San Lorenzo            | 2                | 0                | UPCN Vóley Club          | UPCN Vóley Club | UPCN Vóley Club | 2          | 3          | 1          |            |            |            |  |  |       |       |       |       |       |       |
|  | 8–10 de março          |                        |                        |                  |                  | UPCN Vóley Club          | UPCN Vóley Club | UPCN Vóley Club | 2          | 3          | 1          |            |            |            |  |  |       |       |       |       |       |       |
|  |                        | Policial Vóley         | Policial Vóley         | Policial Vóley   | 3                | 1                        | 3               |                 |            |            |            |            |            |            |  |  |       |       |       |       |       |       |
|  | Policial Vóley         | Policial Vóley         | Policial Vóley         | Policial Vóley   | 3                | 1                        | 3               | 3               | 3          |            |            |            |            |            |  |  |       |       |       |       |       |       |
|  | Policial Vóley         | Policial Vóley         | Policial Vóley         |                  |                  |                          |                 |                 |            |            |            |            |            |            |  |  |       |       |       |       |       |       |
|  | Defensores de Banfield | Defensores de Banfield | Defensores de Banfield | 0                | 1                |                          |                 |                 |            |            |            |            |            |            |  |  |       |       |       |       |       |       |
|  | Defensores de Banfield | Defensores de Banfield | Defensores de Banfield | 0                | 1                |                          |                 |                 |            |            |            |            |            |            |  |  |       |       |       |       |       |       |

- Todas as partidas em horário local.

### Quartas de final
| Data    | Hora    |                        | Placar  |                        | Set 1   | Set 2   | Set 3   | Set 4   | Set 5   | Total   | Relatório |
| 1º x 8º | 1º x 8º | 1º x 8º                | 1º x 8º | 1º x 8º                | 1º x 8º | 1º x 8º | 1º x 8º | 1º x 8º | 1º x 8º | 1º x 8º | 1º x 8º   |
| ------- | ------- | ---------------------- | ------- | ---------------------- | ------- | ------- | ------- | ------- | ------- | ------- | --------- |
| 7 mar   | 22:00   | Ciudad Vóley           | 3–0     | Boca Juniors           | 25–21   | 25–15   | 25–22   |         |         | 75–58   | Relatório |
| 9 mar   | 16:30   | Boca Juniors           | 0–3     | Ciudad Vóley           | 18–25   | 23–25   | 16–25   |         |         | 57–75   | Relatório |
| 2º x 7º |         |                        |         |                        |         |         |         |         |         |         |           |
| 7 mar   | 19:00   | UPCN Vóley Club        | 3–2     | San Lorenzo            | 25–17   | 23–25   | 25–16   | 22–25   | 15–9    | 110–92  | Relatório |
| 9 mar   | 13:30   | San Lorenzo            | 0–3     | UPCN Vóley Club        | 22–25   | 21–25   | 19–25   |         |         | 62–75   | Relatório |
| 3º x 6º |         |                        |         |                        |         |         |         |         |         |         |           |
| 8 mar   | 21:00   | Policial Vóley         | 3–0     | Defensores de Banfield | 25–18   | 25–19   | 25–18   |         |         | 75–55   | Relatório |
| 10 mar  | 21:00   | Defensores de Banfield | 1–3     | Policial Vóley         | 25–19   | 18–25   | 18–25   | 23–25   |         | 84–94   | Relatório |
| 4º x 5º |         |                        |         |                        |         |         |         |         |         |         |           |
| 8 mar   | 18:00   | Monteros Vóley Club    | 0–3     | River Plate            | 16–25   | 22–25   | 17–25   |         |         | 55–75   | Relatório |
| 10 mar  | 18:00   | River Plate            | 3–1     | Monteros Vóley Club    | 22–25   | 25–23   | 25–22   | 25–23   |         | 97–93   | Relatório |

### Semifinais
| Data    | Hora    |                 | Placar  |                 | Set 1   | Set 2   | Set 3   | Set 4   | Set 5   | Total   | Relatório |
| 1º x 5º | 1º x 5º | 1º x 5º         | 1º x 5º | 1º x 5º         | 1º x 5º | 1º x 5º | 1º x 5º | 1º x 5º | 1º x 5º | 1º x 5º | 1º x 5º   |
| ------- | ------- | --------------- | ------- | --------------- | ------- | ------- | ------- | ------- | ------- | ------- | --------- |
| 24 mar  | 22:00   | River Plate     | 3–2     | Ciudad Vóley    | 25–22   | 18–25   | 21–25   | 25–21   | 15–13   | 104–106 | Relatório |
| 31 mar  | 13:30   | Ciudad Vóley    | 3–0     | River Plate     | 25–20   | 25–20   | 29–27   |         |         | 79–67   | Relatório |
| 1 abr   | 13:30   | Ciudad Vóley    | 3–0     | River Plate     | 25–20   | 25–11   | 25–22   |         |         | 75–53   | Relatório |
| 2º x 3º |         |                 |         |                 |         |         |         |         |         |         |           |
| 21 mar  | 22:00   | Policial Vóley  | 3–2     | UPCN Vóley Club | 26–28   | 18–25   | 32–30   | 25–16   | 15–12   | 116–111 | Relatório |
| 28 mar  | 22:00   | UPCN Vóley Club | 3–1     | Policial Vóley  | 25–21   | 25–23   | 18–25   | 25–17   |         | 93–86   | Relatório |
| 29 mar  | 21:00   | UPCN Vóley Club | 1–3     | Policial Vóley  | 22–25   | 21–25   | 25–19   | 19–25   |         | 87–94   | Relatório |

### Final
| Data   | Hora  |                | Placar |                | Set 1 | Set 2 | Set 3 | Set 4 | Set 5 | Total | Relatório |
| ------ | ----- | -------------- | ------ | -------------- | ----- | ----- | ----- | ----- | ----- | ----- | --------- |
| 10 abr | 21:30 | Ciudad Vóley   | 3–0    | Policial Vóley | 25–21 | 25–19 | 25–22 |       |       | 75–62 | Relatório |
| 12 abr | 22:00 | Ciudad Vóley   | 3–0    | Policial Vóley | 25–21 | 25–21 | 25–22 |       |       | 75–64 | Relatório |
| 18 abr | 22:00 | Policial Vóley | 1–3    | Ciudad Vóley   | 25–23 | 16–25 | 18–15 | 24–26 |       | 83–89 | Relatório |

## Classificação final
| Posição           | Equipe                 | Classificação                    |
| ----------------- | ---------------------- | -------------------------------- |
| Medalha de ouro   | Ciudad Vóley           | Campeonato Sul-Americano de 2025 |
| Medalha de prata  | Policial Vóley         | LVA de 2024–25                   |
| Medalha de bronze | UPCN Vóley Club        | LVA de 2024–25                   |
| 4                 | River Plate            | LVA de 2024–25                   |
| 5                 | Monteros Vóley Club    | LVA de 2024–25                   |
| 6                 | Defensores de Banfield | LVA de 2024–25                   |
| 7                 | San Lorenzo            | LVA de 2024–25                   |
| 8                 | Boca Juniors           | LVA de 2024–25                   |
| 9                 | Once Unidos            | LVA de 2024–25                   |
| 10                | Tucumán de Gimnasia    | LVA de 2024–25                   |
| 11                | Obras de San Juan      | Liga A2 de 2024–25               |

| Liga de Voleibol Argentina de 2023–24 |
| ------------------------------------- |
| Ciudad Vóley Campeão (2.º título)     |

| Elenco |
| --- |
| Ramsés Cascú, Gustavo Maciel, Jonás Ponzio, Nahuel García, Damián Zalcman, Facundo Conte, Elia Longo, Nicolás Lazo, Gaspar Bitar, Vicente Parraguirre, Vicente Ibarra, Luca Duek, Rodrigo Soria, Manuel Albrecht |
| Técnico |
| Hernán Ferraro |

## Premiações individuais
Os atletas que se destacaram individualmente foramː
| - Most Valuable Player (MVP) Jonás Ponzio (Ciudad Vóley) - Melhor levantador Gaspar Bitar (Ciudad Vóley) - Melhores ponteiros Nicolás Lazo (Ciudad Vóley) Facundo Conte (Ciudad Vóley) | - Melhores centrais Gustavo Maciel (Ciudad Vóley) Agustín Gallardo (Policial Vóley) - Melhor oposto Gerónimo Elgueta (Policial Vóley) - Melhor líbero Tomás Ruiz (UPCN Vóley Club) |